# The Serpent Is Rising
| Recensione                        | Giudizio    |
| --------------------------------- | ----------- |
| AllMusic                          | [ 1 ]       |
| The New Rolling Stone Album Guide | [ 2 ]       |
| Sputnikmusic                      | 3.5 (Great) |
| Dizionario del Pop-Rock           | [ 4 ]       |

The Serpent Is Rising è il terzo album del gruppo musicale Styx, pubblicato nell'ottobre del 1973 per l'etichetta discografica Wooden Nickel Records.
L'album raggiunse la centonovantaduesima posizione (9 febbraio 1974) nella classifica statunitense Billboard 200.

## Tracce
Lato A
Heads
1. Witch Wolf – 3:57 (James Young, Ray Brandle)
2. The Grove of Eglantine – 5:00 (Dennis DeYoung)
3. Young Man – 4:45 (James Young, Richard Young)
4. As Bad as This – 6:10 (John Curulewski)

Lato B
Tails
1. Winner Take All – 3:10 (Charles Lofrano, Dennis DeYoung)
2. 22 Years – 3:39 (John Curulewski)
3. Jonas Psalter – 4:41 (Dennis DeYoung)
4. The Serpent Is Rising – 4:55 (Charles Lofrano, John Curulewski)
5. Krakatoa – 1:36 (Bernie Krause, John Curulewski, Paul Beaver)
6. Hallelujah Chorus (from Handel's Messiah) – 2:14 (Georg Friedrich Händel)

## Formazione
- James Young - chitarra, voce
- John Panozzo - batteria, percussioni (boom bams, Xylofono, steel drum, thuche), voce
- Chuck Panozzo - basso, voce
- Dennis DeYoung - tastiere (organo, pipe organ, piano, sintetizzatore arp, moog), voce
- John Curulewski - chitarre (chitarra elettrica, chitarra a 12 core, chitarra acustica), sintetizzatore arp, moog, voce
- Styx - cori (brano. Hallelujah Chorus)

Musicista aggiunto
- Bill Traut - sassofono (brano: 22 Years)

Note aggiuntive
- Styx e Barry Mraz in cooperazione con Bill Traut - produttori
- Registrazioni effettuate al Paragon Recording Studios di Chicago, Illinois (Stati Uniti)
- Barry Mraz - ingegnere delle registrazioni
- Masterizzazione effettuata al Sterling Sound di New York
- Joseph Stelmach - art direction
- Tim Clark - illustrazione copertina album[8]